# Fjällbergstjärnen, Dalarna
Fjällbergstjärnen är en sjö i Leksands kommun i Dalarna och ingår i Dalälvens huvudavrinningsområde.